# 長崎県道・佐賀県道1号佐世保嬉野線
長崎県道・佐賀県道1号佐世保嬉野線（ながさきけんどう・さがけんどう1ごう させぼうれしのせん）は、長崎県佐世保市から東彼杵郡波佐見町を経由して、佐賀県嬉野市に至る主要地方道（長崎県道・佐賀県道）である。

## 概要
長崎県佐世保市三川内本町から佐賀県嬉野市嬉野町大字下宿乙に至る。
長崎県佐世保市三川内本町を走る国道35号の三河内駅前交差点より分岐して東進し、長崎・佐賀県境を越えて佐賀県嬉野市の嬉野総合支所前交差点で国道34号に接続する主要地方道の路線である。長崎自動車道とは、嬉野市嬉野町内にある嬉野ICで接続するアクセス路線となっている。
焼き物の里である三川内や波佐見、そして温泉やお茶などで知られる嬉野市を結ぶことから、文化的特色の濃い道である。波佐見町の中心地では慢性的な渋滞に悩まされていたが、バイパスが開通したことにより、現在は解消されている。
バイパスに関しては永らく波佐見町中心部側が、県道1号と接続されておらず、併用で長崎県道・佐賀県道4号川棚有田線の一部区間を代用する必要があったが、現在は延伸しており、稗木場地区で旧道と分岐し、長崎県道・佐賀県道107号稗木場有田線との重複区間を経て新道に入る。

### 路線データ
- 起点：長崎県佐世保市三川内本町（三河内駅前交差点、国道35号交点）
- 終点：佐賀県嬉野市嬉野町大字下宿乙（嬉野総合支所前交差点、国道34号交点）

## 歴史
- 1954年（昭和29年）1月20日 - 建設省（現・国土交通省）が主要地方道に指定。
- 1955年（昭和30年）1月21日 - 長崎県が路線認定。
- 1993年（平成5年）5月11日 - 建設省から、主要県道佐世保嬉野線が佐世保嬉野線として主要地方道に再指定される[1]。

## 路線状況

### 道路施設

#### 橋梁
- 長崎県
  - 牛石橋（小森川、佐世保市）
  - 鮎帰橋（村木川、東彼杵郡波佐見町）
  - 鹿山橋（川棚川、東彼杵郡波佐見町）
  - 大日橋（中尾川、東彼杵郡波佐見町）
  - 御堂橋（永尾川、東彼杵郡波佐見町）
  - 永尾橋（永尾川、東彼杵郡波佐見町）
  - 山口橋（永尾川、東彼杵郡波佐見町）
- 佐賀県
  - 高尾橋（嬉野市）

#### トンネル
- 佐賀県
  - 嬉野トンネル：延長392 m、2000年（平成12年）竣工、武雄市 - 嬉野市

## 地理

### 通過する自治体
- 長崎県
  - 佐世保市
  - 東彼杵郡波佐見町
- 佐賀県
  - 武雄市
  - 嬉野市

### 交差する道路
| 交差する道路                        | 都道府県名 | 市町村名 | 市町村名 | 交差する場所     | 交差する場所                |
| ----------------------------------- | ---------- | -------- | -------- | ---------------- | --------------------------- |
| 国道35号 国道202号 重複             | 長崎県     | 佐世保市 | 佐世保市 | 三川内本町       | 三河内駅前交差点 / 起点     |
| 長崎県道・佐賀県道107号稗木場有田線 | 長崎県     | 東彼杵郡 | 波佐見町 | 村木郷           |                             |
| 長崎県道・佐賀県道4号川棚有田線     | 長崎県     | 東彼杵郡 | 波佐見町 | 宿郷             |                             |
| 長崎県道・佐賀県道104号波佐見山内線 | 長崎県     | 東彼杵郡 | 波佐見町 | 井石郷           |                             |
| 佐賀県道・長崎県道102号塩田波佐見線 | 長崎県     | 東彼杵郡 | 波佐見町 | 小樽郷           |                             |
| E34 長崎自動車道                    | 佐賀県     | 嬉野市   | 嬉野市   | 嬉野町大字下宿丁 | 7 嬉野IC                    |
| 佐賀県道45号嬉野山内線              | 佐賀県     | 嬉野市   | 嬉野市   | 嬉野町大字下宿丁 |                             |
| 佐賀県道346号嬉野下宿塩田線         | 佐賀県     | 嬉野市   | 嬉野市   | 嬉野町大字下宿甲 | みゆき公園交差点            |
| 国道34号                            | 佐賀県     | 嬉野市   | 嬉野市   | 嬉野町大字下宿乙 | 嬉野総合支所前交差点 / 終点 |

### 交差する鉄道
- 佐世保線

### 沿線
- JR九州佐世保線 三河内駅（佐世保市三川内本町）
- 波佐見町役場（東彼杵郡波佐見町宿郷）
- やきもの公園・波佐見町陶芸の館（東彼杵郡波佐見町井石郷）
- 東波佐見郵便局（東彼杵郡波佐見町湯無田郷）
- みゆき公園（嬉野市嬉野町）
- 嬉野市立嬉野中学校（嬉野市嬉野町）
- 嬉野消防署（嬉野市嬉野町）
- 嬉野市役所嬉野庁舎（嬉野市嬉野町）
- JR九州西九州新幹線 嬉野温泉駅（終点付近、嬉野市嬉野町）
- 嬉野温泉（終点付近、嬉野市嬉野町）